# Riccardo Barilla
Riccardo Barilla (Parma, 4 marzo 1880 – Salsomaggiore Terme, 9 luglio 1947) è stato un imprenditore italiano, titolare dell'azienda alimentare Barilla.

## Biografia
Figlio di Pietro, fondatore dell'azienda di famiglia, e di Giovanna Adorni, partecipò alla conduzione dell'azienda fin da giovanissimo, assieme al fratello Gualtiero. Nel 1910 i Barilla presero in affitto un fabbricato (che successivamente diventò di loro proprietà) situato sulla via Emilia nei pressi di barriera Vittorio Emanuele (attualmente barriera della Repubblica). Lo stabilimento venne attrezzato con i più moderni macchinari e la produzione aumentò in breve tempo da trenta a cento quintali al giorno. Nel 1917 la produzione di pasta salì a 300 quintali al giorno, mentre nello stabilimento lavoravano circa duecento operai. Dopo la morte del fratello Gualtiero, nel 1919, rimase da solo alla testa dell'azienda, coadiuvato dalla moglie Virginia, che lavorò sempre al suo fianco.
Nel ventennio fascista la Barilla si impose tra le imprese di maggior spicco di un settore in fase di espansione. Una buona organizzazione commerciale consentì di coprire tutto il territorio nazionale e alla vigilia del secondo conflitto mondiale la produzione di pasta toccò gli ottocento quintali giornalieri, mentre le maestranze raggiunsero le ottocentocinquanta unità.

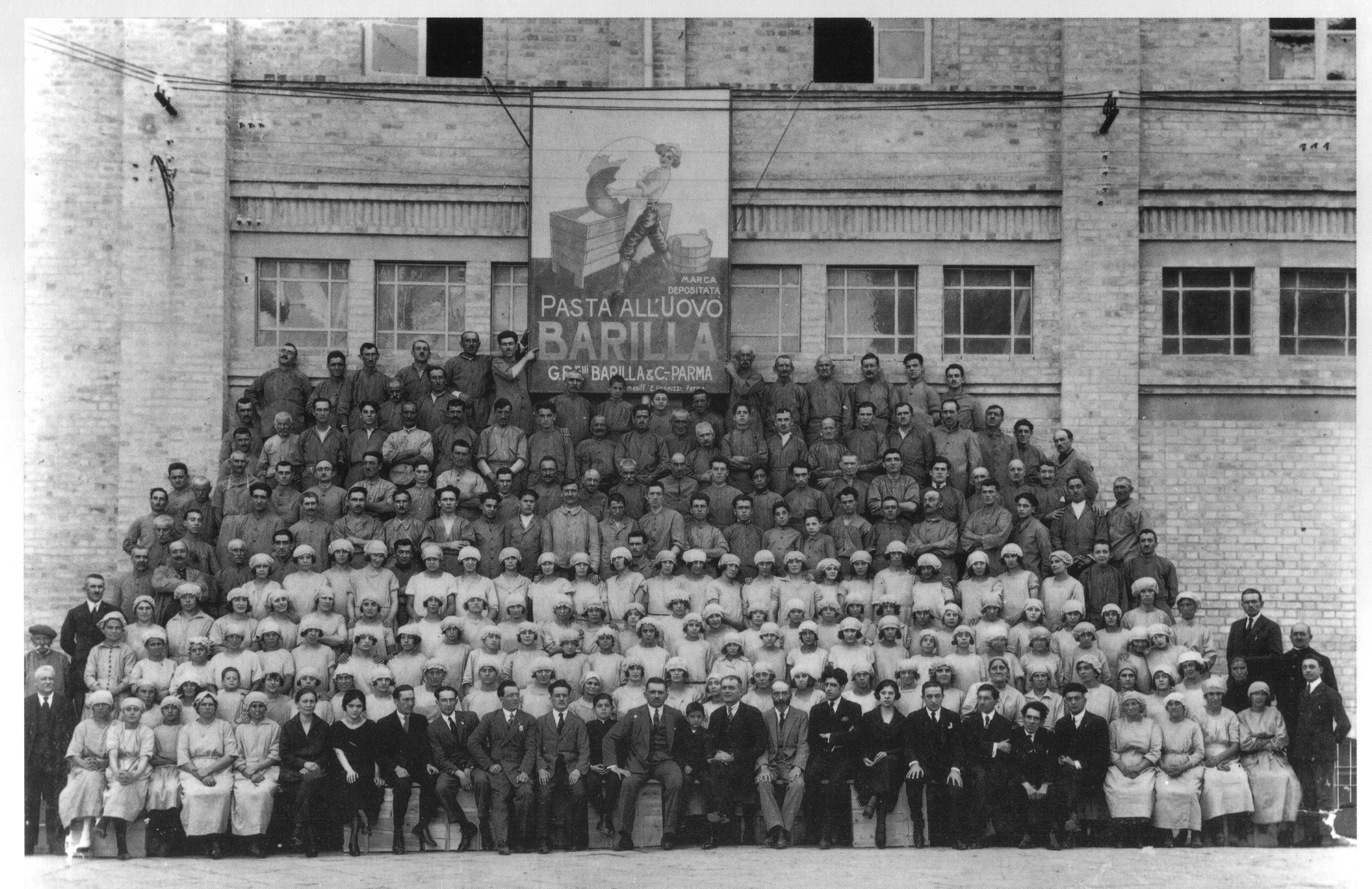
Le maestranze della ditta Barilla nel 1922 (in basso al centro Riccardo Barilla)

Consapevole dell'importanza di intrattenere buoni rapporti con le autorità del regime, riuscì ad accattivarsi le simpatie di alcuni gerarchi, tanto che nel 1934 fu insignito dell’onorificenza di Grand’Ufficiale del Regno e nel 1938 di Cavaliere del Lavoro. 
Tuttavia i rapporti con le strutture fasciste parmensi non erano altrettanto buoni, come prova il fatto che nel 1935 gli fu negata la concessione per la fornitura del pane al presidio militare di Parma. I suoi legami con il regime furono con molta probabilità motivati dalla necessità di ottenere appoggi politici per espandere l’attività dell’azienda. Ciò sembra confermato dal fatto che, negli anni dell’occupazione tedesca, la sua casa diventò uno dei luoghi di rifugio per aderenti alla Resistenza.
Già dal 1936 Riccardo Barilla  si fece affiancare e progressivamente sostituire alla guida dell'impresa dai figli Pietro e Gianni. Dopo la sua morte, avvenuta nel 1947 all'età di 67 anni, la conduzione dell'azienda passò al figlio Pietro.
A Parma gli è intitolato "viale Riccardo Barilla", nei pressi di Barriera della Repubblica, dove si trovava la sede della Barilla (trasferita nel 1969 a Pedrignano).